# Axel Springer SE
A Axel Springer SE é uma das maiores editoras digitais na Europa, com uma série de marcas de mídia multimédia, tais como a Bild, jornal mais lido da Alemanha, Die Welt e FAKT. A empresa também é a editora líder de vendas diárias na Alemanha e o terceiro em revistas que publicam e está presente em 40 países em todo o mundo.
Em 1985 Axel Springer começaram a ser negociadas na bolsa de valores.
A sede da editora foi construído em um ponto estratégico durante a Segunda Guerra Mundial perto do famoso Muro de Berlim e Checkpoint Charlie. No ano fiscal de 2013, 12.800 funcionários geraram vendas de 28 mil milhões de euros. Já carregam os canais de mídia digital, quase 50% das receitas e mais de 60% em relação ao EBITDA. O negócio da Axel Springer é dividido em três segmentos: ofertas de pagamentos, ofertas de marketing e promoções de títulos. A empresa e opera subsidiárias, joint ventures e licenças em mais de 40 países.

## Empresa de mídia digital
Há quase uma década, a direção da editora alemã busca ampliar sua oferta digital e os investimentos em mercados externos. O grupo estabeleceu três prioridades: "transformação digital", "assinaturas digitais" e uma "cultura empresarial" correspondente. O grupo Springer pretende tornar-se uma "empresa de mídia digital". Em 2012, a empresa registrou um faturamento de 33 mil milhões euros – sendo o setor "mídias digitais" responsável por mais de um terço desse valor. Enquanto na área digital os ganhos só aumentam, nos jornais impressos e revistas eles estão em ritmo de queda.